# (35440) 1998 BG30
1998 بي جي 30 (ويعرف أيضًا باسم (35440) 1998 بي جي 30 وفق تسمية الكوكب الصغير) (بالإنجليزية: 1998 BG30)‏ هو كويكب ضمن حزام الكويكبات؛ وترتيبه 35440 من حيث الاكتشاف.
اكتُشف هذا الجُرم الفلكي بواسطة Paul G. Comba ‏ في 29 يناير 1998.

## وصلات خارجية
- (35440) 1998 BG30 في قاعدة بيانات مختبر الدفع النفاث لأجرام النظام الشمسي الصغيرة

- الاكتشاف · مخطط المدار ·  العناصر المدارية · المعلمات المادية

- (35440) 1998 BG30 على موقع ويكي سكاي: DSS2, SDSS, GALEX, IRAS, Hydrogen α, X-Ray, Astrophoto, Sky Map, Articles and images